# Венциг, Йозеф
Йозеф Венциг (чеш. и нем. Josef Wenzig; 1807, Прага — 28 августа 1876, Турнов) — чешский поэт, педагог и либреттист

.

## Жизнь и творчество
Йозеф Венциг первоначально служил воспитателем в аристократической семье, затем занимал пост ректора чешского реального училища в Праге. С 1833 года он был профессором немецкого языка и географии. Во время своей преподавательской деятельности активно выступал за равноправие немецкого и чешского языков в школах. Был руководителем Союза художников (Umělecká Beseda), где познакомился с Бедржихом Сметаной. Венциг был известен также как писатель. Написанная им пьеса получила положительный отклик Яна Неруды, однако прославили Венцига его либретто и стихотворения. Так, он написал сперва на немецком, а затем перевёл на чешский язык либретто Далибор и Либуше, по которым Б.Сметана создаёт свои оперы. Многие стихотворения Венцига были положены на музыку Иоганнесом Брамсом (op. 31 / 2 + 3; op. 43 / 1; op. 48 / 1 + 4; op. 49 / 3; op. 61/ 4; op. 69 / 1 + 2 + 3 + 4; op. 75 / 3; op. 104). С творческим наследием Й. Венцига работали и другие известные композиторы.